# Osborn (Missouri)
Osborn è un comune degli Stati Uniti d'America, situato nello Stato del Missouri, diviso tra la contea di DeKalb e la contea di Clinton.